# BC Schwarz-Weiß Köln
Der BC Schwarz-Weiß Köln (vollständiger Name: Badminton Club Schwarz-Weiß Köln e.V.) wurde im September 1958 gegründet und gehört zu den größten Badmintonvereinen in Köln und den größeren in NRW.

## Geschichte/Erfolge
Neben einigen westdeutschen Titeln – insbesondere durch Ulf Rosenbaum und Uwe Scherpen in den 80er Jahren – spielte die erste Mannschaft zeitweise in der Oberliga, der damals höchsten deutschen Spielklasse. Der Verein stellt Jugendmannschaften in fast allen Altersgruppen und erzielte auch im Jugendbereich zahlreiche Erfolge bei westdeutschen Meisterschaften und in den NRW-Ranglisten.
| Veranstaltung                        | Saison  | Disziplin    | Sieger                                             |
| ------------------------------------ | ------- | ------------ | -------------------------------------------------- |
| Westdeutsche Einzelmeisterschaft U22 | 1977/78 | Herrendoppel | Rolf Heyer (OSC Rheinhausen)                       |
| Westdeutsche Einzelmeisterschaft U22 | 1977/78 | Herrendoppel | Ulf Rosenbaum (BC SW Köln)                         |
| Westdeutsche Einzelmeisterschaft U22 | 1979/80 | Herrendoppel | Rolf Heyer (OSC Rheinhausen)                       |
| Westdeutsche Einzelmeisterschaft U22 | 1979/80 | Herrendoppel | Ulf Rosenbaum (BC SW Köln)                         |
| Westdeutsche Einzelmeisterschaft U14 | 1980/81 | Mixed        | Axel Schönfelder (Kölner Federball Club Blau-Gold) |
| Westdeutsche Einzelmeisterschaft U14 | 1980/81 | Mixed        | Susanne Altmann (BC SW Köln)                       |
| Westdeutsche Einzelmeisterschaft U14 | 1980/81 | Damendoppel  | Stefanie Rommerskirchen (FC Langenfeld)            |
| Westdeutsche Einzelmeisterschaft U14 | 1980/81 | Damendoppel  | Susanne Altmann (BC SW Köln)                       |
| Westdeutsche Einzelmeisterschaft U22 | 1981/82 | Herrendoppel | Harald Rahn (BC SW Köln)                           |
| Westdeutsche Einzelmeisterschaft U22 | 1981/82 | Herrendoppel | Michael Hohensee (BC SW Köln)                      |
| Westdeutsche Einzelmeisterschaft     | 1982/83 | Herreneinzel | Uwe Scherpen (BC SW Köln)                          |
| Deutsche Einzelmeisterschaft U22     | 1984/85 | Herreneinzel | Uwe Scherpen (BC SW Köln)                          |
| Westdeutsche Einzelmeisterschaft U18 | 1986/87 | Damendoppel  | Andrea Sotta (BC SW Köln)                          |
| Westdeutsche Einzelmeisterschaft U18 | 1986/87 | Damendoppel  | Angelika Becker (STC Blau-Weiß Solingen)           |

## Statistik
| Jahr    | 1. Mannschaft    | 2. Mannschaft    | 3. Mannschaft    | 4. Mannschaft  | 5. Mannschaft  |
| ------- | ---------------- | ---------------- | ---------------- | -------------- | -------------- |
| 2006/07 | Landesliga       | Bezirksliga      | Bezirksklasse    | Kreisliga      | Kreisliga      |
| 2005/06 | 6. Landesliga    | 5. Bezirksklasse | 1. Bezirksklasse | 3. Kreisliga   | 5. Kreisklasse |
| 2004/05 | 2. Bezirksliga   | 2. Kreisliga     | 3. Kreisliga     | 5. Kreisklasse |                |
| 2003/04 | 5. Bezirksliga   | 7. Bezirksklasse | 4. Kreisklasse   |                |                |
| 2002/03 |                  |                  |                  |                |                |
| 2001/02 |                  |                  |                  |                |                |
| 2000/01 | 8. Bezirksklasse |                  |                  |                |                |
| 1999/00 | 3. Bezirksklasse | 5. Kreisliga     | 4. Kreisklasse   |                |                |
| 1998/99 | 5. Bezirksliga   | 5. Bezirksklasse | 6. Kreisliga     | 5. Kreisklasse |                |
| 1997/98 | 2. Bezirksliga   | 5. Bezirksklasse | 6. Kreisliga     | 4. Kreisklasse |                |
| 1996/97 | 8. Landesliga    | 3. Bezirksklasse | 3. Kreisliga     | 7. Kreisklasse |                |
| 1995/96 | 8. Verbandsliga  | 6. Bezirksliga   | 8. Bezirksklasse | 6. Kreisliga   |                |
| 1994/95 | 2. Verbandsliga  | 4. Bezirksliga   | 1. Bezirksklasse | 6. Kreisliga   |                |

## Mannschaften
- 1. Mannschaft: Landesliga
- 2. Mannschaft: Bezirksliga
- 3. Mannschaft: Bezirksliga
- 4. Mannschaft: Kreisliga
- 5. Mannschaft: Kreisliga
- 6. Mannschaft: Kreisklasse

## Spielstätte
Die offizielle Heimhalle des Vereins ist die Sporthalle der Bezirkssportanlage Köln-Süd und gehört zum Komplex des Südstadions.